# Marcionismo
O marcionismo foi um sistema de crenças dualista cristão primitivo que se originou com os ensinamentos de Marcião de Sinope em Roma por volta de 144. Marcião foi um teólogo cristão primitivo, evangelista, e uma figura importante no cristianismo primitivo. Ele era filho de um bispo de Sinope na região do Ponto. Por volta de meados do século II (140–155) ele viajou para Roma, onde se juntou à Cerdão, Gnóstico sírio.
Marcião pregou que o Deus benevolente do Evangelho que enviou Jesus ao mundo como o salvador era o verdadeiro Ser Supremo, diferente e oposto ao malévolo Demiurgo ou deus criador, identificado com o Deus hebreu do Antigo Testamento. Ele se considerava um seguidor do apóstolo Paulo, a quem ele acreditava ter sido o único verdadeiro apóstolo de Jesus.
O cânone de Marcião, possivelmente o primeiro cânone cristão já compilado, consistia em onze livros: um evangelho, que era uma versão mais curta do evangelho segundo Lucas, e dez epístolas paulinas. O cânone de Marcião rejeitou todo o Antigo Testamento, junto com todas as outras epístolas e evangelhos do que se tornaria o cânon do Novo Testamento de 27 livros, que durante sua vida ainda não havia sido compilado. As epístolas paulinas desfrutam de uma posição de destaque no cânon marcionita, uma vez que Paulo foi considerado por Marcião como o único verdadeiro apóstolo de Cristo.
O marcionismo foi denunciado por seus oponentes como heresia e contestado pelos primeiros Padres da Igreja — notadamente por Tertuliano em seu tratado de cinco livros Adversus Marcionem (Contra Marcião), por volta de 208. Os escritos de Marcião estão perdidos, embora eles tenham sido amplamente lidos e numerosos manuscritos devem ter existido. Mesmo assim, muitos estudiosos afirmam que é possível reconstruir e deduzir uma grande parte do marcionismo antigo através do que críticos posteriores, especialmente Tertuliano, disseram sobre Marcião.

## Cânone marcionita

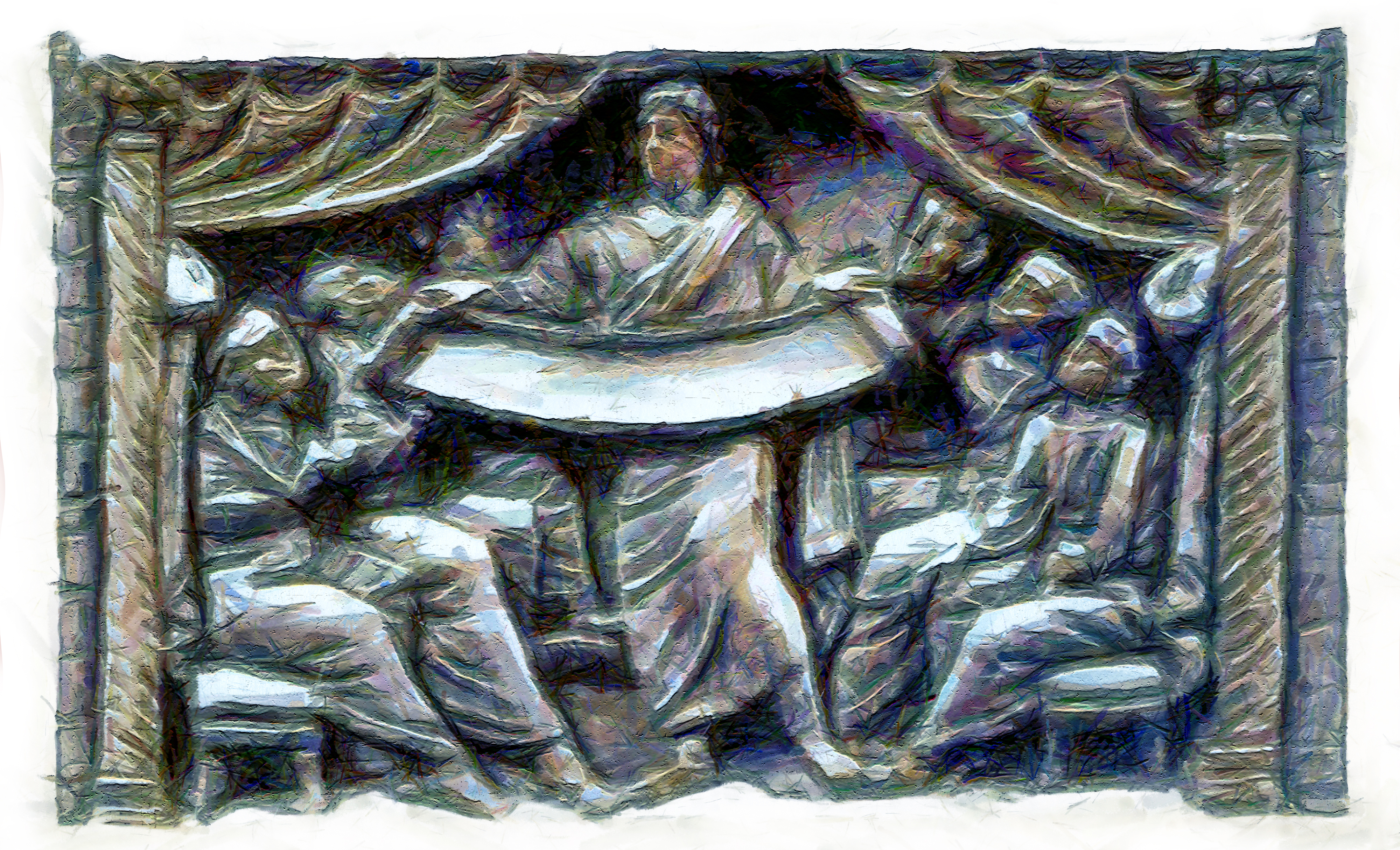
Marcião ensinando. Mart Sander (mídia mista, 2014)

Tertuliano afirmou que Marcião foi o primeiro a separar o Novo Testamento do Antigo Testamento. Diz-se que Marcião reuniu escrituras da tradição judaica e as contrapôs aos ditos e ensinamentos de Jesus em uma obra intitulada Antítese. Além da Antítese, o Testamento dos marcionitas também era composto pelo Evangelho de Cristo, uma versão do Evangelho de Lucas segundo Marcião, e que os marcionitas atribuíram a Paulo, diferente em vários aspectos da versão que agora é considerada canônica. Parece não ter contido qualquer profecia sobre a segunda vinda de Cristo, bem como o relato da infância, do batismo, e os versículos eram mais concisos em geral. Também incluía dez epístolas paulinas, na seguinte ordem: Gálatas, I Coríntios, II Coríntios, Romanos, I Tessalonicenses, II Tessalonicenses, Laodicenses, Colossenses, Filémon, Filipenses.
O Apostolikon de Marcião não incluía as epístolas pastorais ou a Epístola aos Hebreus. De acordo com o Cânone Muratori, incluía uma epístola marcionita pseudo-paulina aos Alexandrinos, e uma Epístola aos Laodicenses. O conteúdo desta epístola marcionita aos laodicenses é desconhecido. Alguns estudiosos a equiparam à Epístola aos Efésios, porque esta última originalmente não continha as palavras 'em Éfeso', e porque é a única epístola paulina não pastoral que falta no cânone marcionita, sugerindo que Laodicenses era simplesmente Efésios sob outro nome. A Epístola aos Alexandrinos não é conhecida de nenhuma outra fonte; o próprio Marcião parece nunca tê-la mencionado.
Ao reunir esses textos, Marcião redigiu o que talvez seja o primeiro cânone registrado do Novo Testamento, o qual ele chamou de Evangelho e Apostolikon, e que reflete sua crença nos escritos de Jesus e do apóstolo Paulo, respectivamente. Uma reconstrução em inglês do conteúdo do Evangelion e Apostolikon, atestada em fontes patrísticas, foi publicada por Jason David BeDuhn em 2013.
Acredita-se agora que os Prólogos das Epístolas Paulinas (que não fazem parte do texto, mas são pequenas frases introdutórias como se podem encontrar nas Bíblias de estudo modernas), vistos em vários códices latinos mais antigos, foram escritos por Marcião ou um dos seus seguidores. Harnack faz a seguinte afirmação:
Na verdade, sabemos há muito tempo que as leituras marcionitas encontraram seu caminho no texto eclesiástico das Epístolas Paulinas, mas agora, há sete anos, sabemos que as Igrejas realmente aceitaram os prefácios marcionitas das Epístolas Paulinas! De Bruyne fez uma das melhores descobertas dos últimos dias ao provar que aqueles prefácios, que lemos primeiro no Codex Fuldensis e depois em vários manuscritos posteriores, são marcionitas, e que as Igrejas não notaram o casco fendido.
Por outro lado, vários códices latinos antigos contêm prólogos antimarcionitas aos Evangelhos.

### Comparação
| Cânone marcionita (c. 130–140 dC)                                  | Cânone marcionita (c. 130–140 dC) | Cânone moderno (c. IV dC) | Cânone moderno (c. IV dC) |
| Seção                                                              | Livros | Seção                     | Livros |
| ------------------------------------------------------------------ | --- | ------------------------- | --- |
| Evangelikon                                                        | - Evangelho de Marcião (muito semelhante ao Evangelho de Lucas)                                                                               | Evangelhos (Euangelia)    | - Evangelho segundo Mateus - Evangelho segundo Marcos - Evangelho segundo Lucas - Evangelho segundo João                                                                           |
| (inexistente)                                                      | (nenhum) | Atos                      | - Atos dos Apóstolos |
| Apostolikon                                                        | - Gálatas - I Coríntios - II Coríntios - Romanos - I Tessalonicenses - II Tessalonicenses - Laodicenses1 - Colossenses - Filipenses - Filémon | Epístolas paulinas        | - Romanos - I Coríntios - II Coríntios - Gálatas - Efésios - Filipenses - Colossenses - I Tessalonicenses - II Tessalonicenses - I Timóteo - II Timóteo - Tito - Filémon - Hebreus |
| (inexistente)                                                      | (nenhum) | Epístolas católicas       | - Tiago - I Pedro - II Pedro - I João - II João - III João - Judas |
| (inexistente)                                                      | (nenhum) | Apocalipses               | - Apocalipse de João |
| 1. Conteúdo desconhecido; alguns estudiosos o equiparam a Efésios. | |                           | |